# Glyphotaelius persicus
Glyphotaelius persicus là một loài Trichoptera trong họ Limnephilidae. Chúng phân bố ở miền Cổ bắc.